# Ovidiu Ohanesian
Ovidiu Ohanesian (n. 1 ianuarie 1968, București) este un jurnalist român la cotidianul România Liberă, răpit în Irak la 28 martie 2005 împreună cu cameramanul  Sorin Mișcoci și jurnalista Marie Jeanne Ion.
Ei au fost eliberați la 22 mai 2005, cu toate că nu a fost îndeplinită cererea inițială a răpitorilor (Brigăzile Mouadh Ibn Jabal)  și anume retragerea celor 860 de soldați români din Irak.